# Henriette Bordvik
 Henriette Bordvik, actualmente también conocida con su pseudónimo de Makhashanah (Lyngdal, Vest-Agder;17 de noviembre de 1984), es una cantante de metal y modelo noruega, conocida como la segunda vocalista femenina de Sirenia, y la actual bajista de Abyssic y Asagraum (música en vivo).

## Carrera musical

### Sirenia
Bordvik integró Sirenia desde finales de 2002 hasta noviembre de 2005, luego de sustituir a la cantante francesa Fabienne Gondamin, quien solo participó en la grabación del álbum debut At Sixes and Sevens (2002). Un conocido de la banda la escuchó cantando en un festival y sabiendo que necesitaban cantante le ofreció audicionar.
Con Sirenia grabó su segundo álbum de estudio An Elixir For Existence (2003) y el EP Sirenian Shores (2004). Por motivos personales abandonó la agrupación en noviembre de 2005 para retirarse del medio musical. Según su comunicado: 
«Ha sido una decisión difícil, pero abandono Sirenia, Viendo como la banda trabaja full-time en el nuevo álbum - el nuevo contrato discográfico y todo - se avecinan demasiadas cosas. Como no soy capaz de dar a Sirenia toda la atención que necesita en este momento, hemos decidido que lo mejor para el futuro de la banda es que separemos nuestros caminos [...] No hay fuertes sentimientos ni enfados para ello, simplemente debido a algunas diferencias musicales no creo que Sirenia sea lo que me de el espíritu necesario para continuar y dar todo por la banda [...] Les deseo la mejor de las suertes en el futuro y próximas publicaciones, ¡y quisiera daros las gracias a todos por vuestro gran apoyo!». 
Su puesto en la banda fue ocupado (aunque brevemente) por la danesa Monika Pedersen.

### Otros proyectos

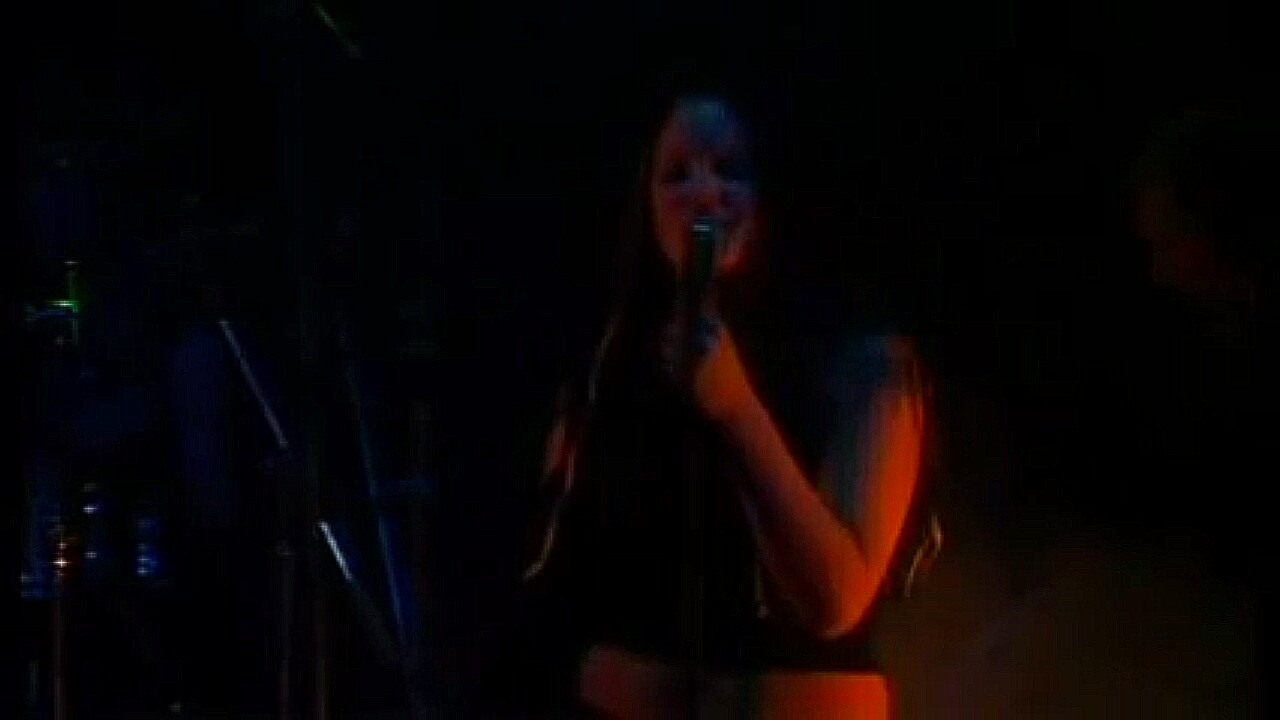
Bordvik en el Inferno Metal Fest 2003

Entre 2010 y 2012, fue la vocalista de una banda llamada LAZY, que interpretaba covers de rock en vivo en su país natal. 
En su gira con Sirenia en el 2005, fue invitada por Tiamat para cantar con ellos en directo. Posteriormente, participó como cantante invitada nuevamente en giras en 2015, 2016 y 2017.
En noviembre de 2016 pasó a ser la bajista de Abyssic, una nueva agrupación noruega de metal sinfónico, utilizando el pseudónimo de Makhashanah. El proyecto incluye a miembros de Susperia, entre otros. 
En 2017, fue la bajista en vivo de la banda femenina de black metal Asagraum.

## Curiosidades
- Los únicos vídeos de Sirenia con Henriette, son los del Inferno Metal Festival 2003, en Oslo, Noruega, en el que se interpretaron las canciones del álbum debut, At Sixes and Sevens.
- Por alguna razón no hay videos en vivo de la gira del álbum  An Elixir For Existence el cual cuenta con la voz de Henriette.
- Henriette aparece bailando en el video, "Dream on Sister" de la banda noruega Elusive.
- Henriette conoció a Ailyn (quien también fuera vocalista de Sirenia) en el Norway Rock 2009. De igual forma, se sabe que también conoció a Monika Pedersen.
- Participó como modelo en una promo de motocicletas a fines de 2009.
- Ella actualmente lleva una vida vegana.

## Discografía

### Con Sirenia
- An Elixir For Existence (2004)
- Sirenian Shores (EP, 2005)

### Con Abyssic
- High The Memory (2019)

### Con Dizziness
- Bound By Strength (en 	"...Of Virtue And Might", 2015)